# Köditz (Königsee)
Köditz ist ein Ortsteil der Stadt Königsee im Landkreis Saalfeld-Rudolstadt in Thüringen.

## Geschichte
Zwischen dem 1. Oktober 1923 und dem 31. Juli 1924 wurden erstmals Unterköditz und Oberköditz zum Ort Köditz zusammengelegt, aber später wieder getrennt. Am 1. Juli 1950 entstand erneut die Gemeinde Köditz  durch den Zusammenschluss der bis dahin selbständigen Gemeinden.
Am 22. Januar 1994 wurde Köditz in die Stadt Königsee eingegliedert und am 31. Dezember 2012 schließlich zum Ortsteil der Stadt Königsee-Rottenbach, die zum 1. Januar 2019 in Königsee umbenannt wurde.